# Liste des automobiles Daihatsu
Une Daihatsu est une automobile construite par le constructeur automobile japonais Daihatsu.

## Modèles de série
- Daihatsu Bee (1951 - 1958)
- Daihatsu Midget (1re génération) (1957 - 1972)
- Daihatsu Hijet (1re génération) (1960 - 1967)
- Daihatsu Compagno (1963 - 1970)
- Daihatsu Hijet (2e génération) (1964 - 1968)
- Daihatsu Hijet (3e génération) (1968 - 1972)
- Daihatsu Consorte (1969 - 1977)
- Daihatsu Hijet (4e génération) (1972 - 1981)
- Daihatsu Charmant (1re génération) (1974 - 1981)
- Daihatsu Hijet (5e génération) (1977 - 1981)
- Daihatsu Charade (1re génération) (1977 - 1983)
- Daihatsu Charmant (2e génération) (1981 - 1987)
- Daihatsu Hijet (6e génération) (1981 - 1986)
- Daihatsu Mira (1re génération) (1982 - 1985)
- Daihatsu Charade (2e génération) (1983 - 1987)
- Daihatsu Mira (2e génération) (1985 - 1987)
- Daihatsu Hijet (7e génération) (1986 - 1994)
- Daihatsu Charade (3e génération) (1987 - 1993)
- Daihatsu Applause (1989 - 2000)
- Daihatsu Mira (3e génération) (1990 - 1994)
- Daihatsu Opti (1re génération) (1992 - 1998)
- Daihatsu Charade (4e génération) (1993 - 2000)
- Daihatsu Mira (4e génération) (1994 - 1998)
- Daihatsu Hijet (8e génération) (1994 - 1999)
- Daihatsu Midget (2e génération) (1996 - 2002)
- Daihatsu Sirion (1re génération) (1998 - 2004)
- Daihatsu Mira (5e génération) (1998 - 2002)
- Daihatsu Opti (2e génération) (1998 - 2002)
- Daihatsu Hijet (9e génération) (1999 - 2004)
- Daihatsu YRV (2000 - 2006)
- Daihatsu Mira (6e génération) (2002 - 2009)
- Daihatsu Copen (2002 - 2012)
- Daihatsu Sirion (2e génération) ( Boon 1re génération) (2004 - 2010)
- Daihatsu Hijet (10e génération) (2004 - )
- Daihatsu Materia ( Coo) (2006 - 2013)
- Daihatsu Mira (7e génération) (2006 - )
- Daihatsu Boon (2e génération) (2010 - )

## Prototypes

### Salon de l'automobile de Francfort
- Daihatsu OFC-1 Concept (2007)

### Mondial de l'automobile de Paris
- Daihatsu D-Compact X-Over Concept (2006)

### Salon de l'automobile de Tokyo
- Daihatsu UFE-I (2001)
- Daihatsu UFE-II (2003)
- Daihatsu UFE-III (2005)
- Daihatsu Costa (2005)
- Daihatsu D-X (2011)
- Daihatsu PICO (2011)
- Daihatsu FC Sho Case (2011)
- Daihatsu Kopen Concept (2013)
- Daihatsu FC 凸 DECK (2013)
- Daihatsu Deca-Deca (2013)

### Salon de l'automobile de Jakarta
- Daihatsu A-Concept (2011)
- Daihatsu D-R (2012)
- Daihatsu UFC Concept (2012)
- Daihatsu UFC-2 Concept (2013)
- Daihatsu CUV Concept (2013)
- Daihatsu NC-Y (2013)
- Daihatsu NC-Z (2013)